# Mănăștur

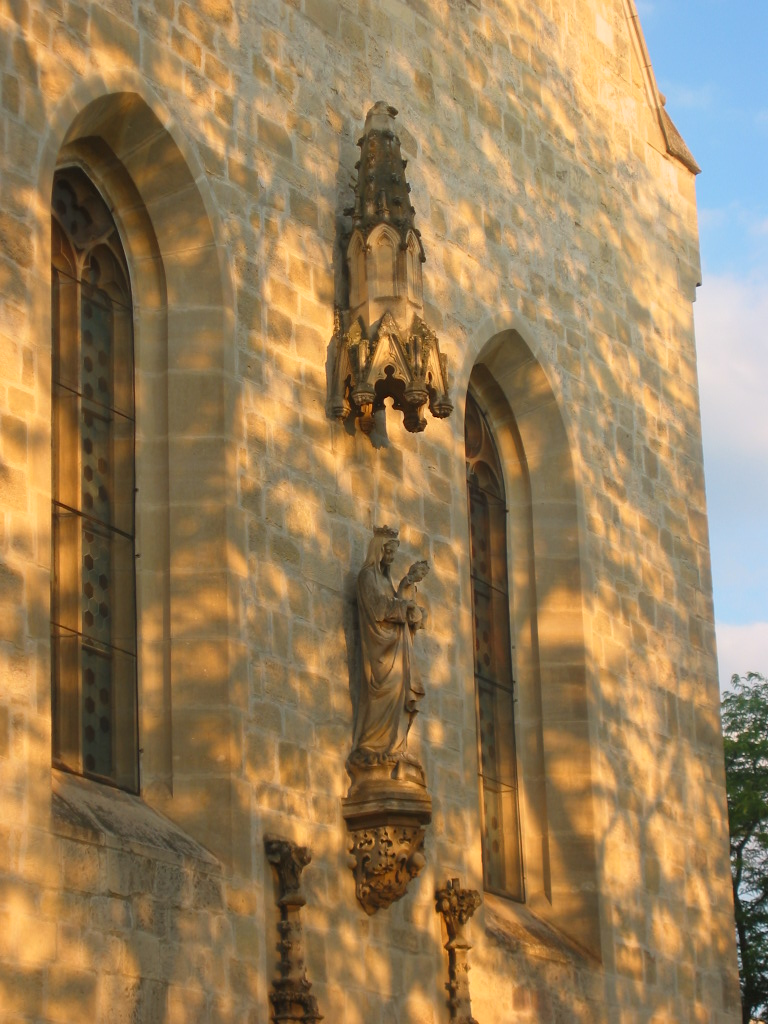
Kalvarienkirche

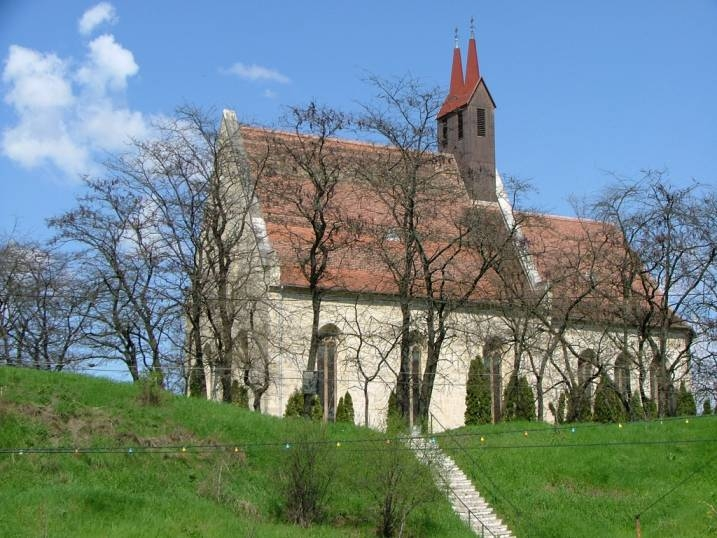
Die Kirche wurde 1095 errichtet

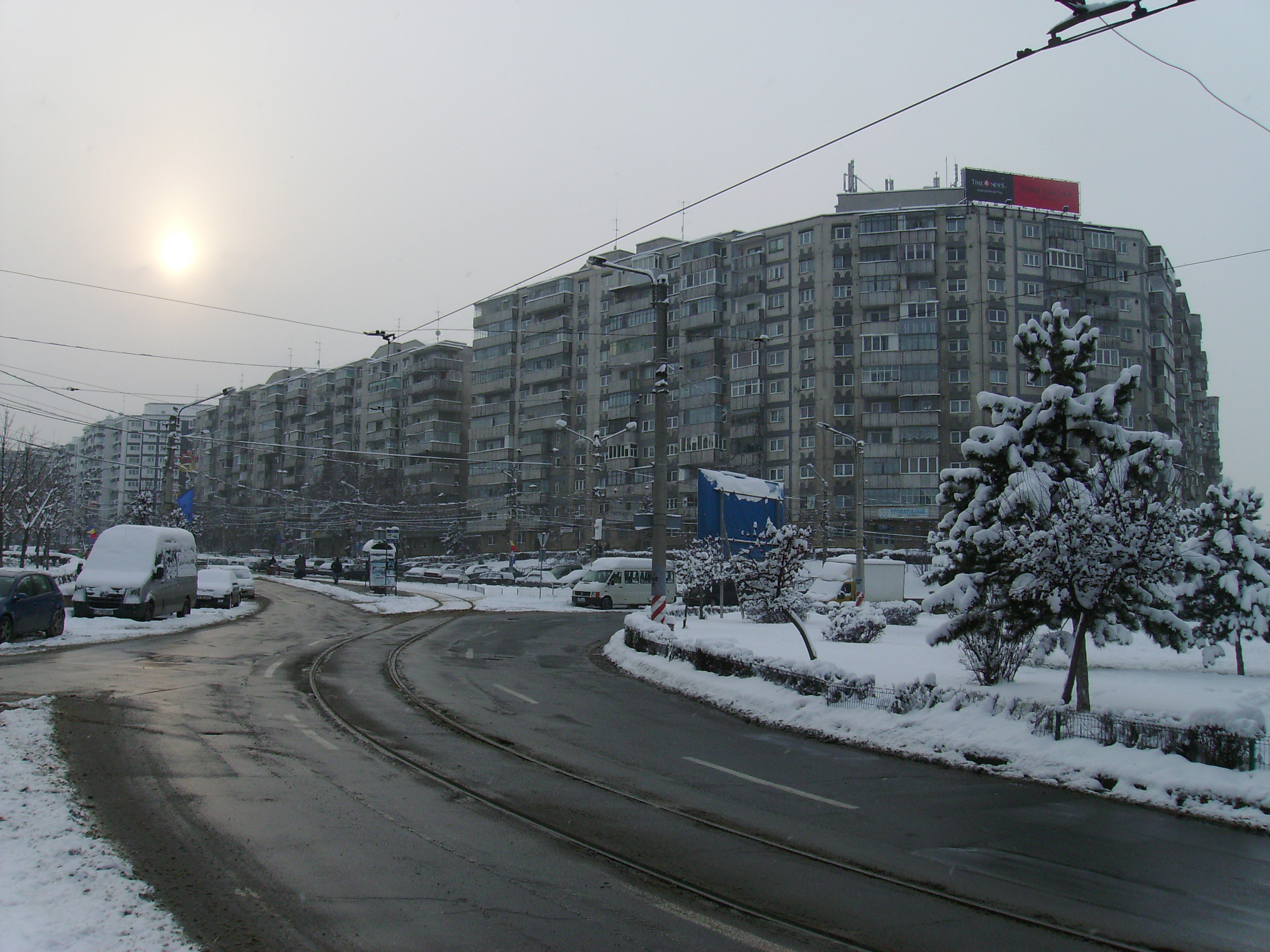
Plattenbauten prägen heute das Bild Mănășturs

Mănăștur (dt. Abtsdorf bzw. siebenbürgisch-sächsisch Appesdorf, ung. Kolozsmonostor) war seit dem Hochmittelalter bis 1556 Sitz einer Benediktinerabtei (deswegen der Name). Die umliegende Ortschaft ist seit 1895 Stadtteil von Klausenburg (damals Kolozsvár, Königreich Ungarn, heute Cluj-Napoca, Rumänien). In der Zeit der Industrialisierung der 1970er Jahre entstand in Mănăștur das größte Plattenbauviertel der Stadt. Die seit den 1970er Jahren errichteten Wohnblöcke haben fast sämtliche Spuren des historischen Mănăștur verdeckt.
Der Stadtteil Grădinile Mănăștur (ung. Monostori kertek) wird meist zu Mănăștur hinzugezählt.

## Geschichte
Mitte des 11. Jahrhunderts wurde hier eine Benediktinerabtei (Monasterium Beatae Mariae de Clus) gegründet. Deutsche Siedler wurden im 14. Jahrhundert von der Abtei gerufen und ließen sich in ihrer Nähe nieder, wobei sie bereits bis zum Ende des 16. Jahrhunderts nach Klausenburg abwanderten bzw. ungarisch assimiliert waren. 1890 waren von den 3.100 Einwohnern jeweils etwa die Hälfte Magyaren und Rumänen.
Seit 1895 gehören Mănăștur und Grădinile Mănăștur zu Klausenburg. Nach Abriss der alten Häuser wurde das sozialistische Wohnviertel errichtet. Der Häuserblock S4 bildet dabei den größten Wohnblock Rumäniens.
Die erhalten gebliebene, heute römisch-katholische Kalvarienkirche wurde 1095 errichtet, zwischenzeitlich aber mehrmals teilweise demoliert. Ein neues Kirchenschiff wurde Anfang des 20. Jahrhunderts gebaut. Die Restaurierungsarbeiten in den 1990er Jahren wurden 1998 mit dem Europa Nostra-Preis ausgezeichnet.

### Namensherkunft
Das Abt im deutschen Ortsnamen sowie das monostor (dt. Kloster) im ungarischen verwiesen auf die religiöse Bedeutung des Ortes. Das rumänische Mănăștur ist eine Übertragung des ungarischen Namens und wird ähnlich ausgesprochen.

## Infrastruktur
In Mănăștur leben heute etwa 120.000 Einwohner. Die stark befahrene Nationalstraße DN1, über die Klausenburg aus Richtung Westen erreicht werden kann, führt mitten durch das Viertel (als Calea Florești und Calea Mănăștur). Eine Straßenbahn-Verbindung sowie verschiedene O-Bus- bzw. Omnibus-Linien erschließen weite Teile des Viertels.
Es gibt zahlreiche Einkaufsmöglichkeiten durch große Supermärkte, ergänzt durch die Einkaufszentren Polus Center Cluj (außerhalb Mănășturs) und Winmarkt Someș. Im Stadtteil gibt es einige Grünanlagen: Den Parcul Primăverii, den Parcul Calvaria um die Kalvarienkirche sowie den Sportpark Iuliu Hațieganu. Außerdem befinden sich hier die Landwirtschaftliche und Veterinärmedizinische Universität und die Ursus-Brauerei.